# جمشید
جَم یا جَمشید یا یمه (به ایلامی: ت.ت. 'yamakšedda'؛ به پارسی باستان: ت.ت. 'yama-xšaita'؛ به اوستایی: 𐬫𐬌𐬨𐬀 𐬑𐬱𐬀𐬉𐬙𐬀 ت.ت. 'yima xšaēta'؛ به پارسی میانه: ت.ت. 'جَم') یکی از پادشاهانِ اساطیری ایرانی است و قدمتی بس کهن دارد. نام او در اوستا و نوشتارهای پهلوی و نوشتارهای دوران اسلامی آمده است. در اسطوره‌های ایرانی کارهایی سخت بزرگ به او نسبت داده شده است. جمشید در شاهنامه، فرزند تهمورث و شاهی فرهمند است که سرانجام به‌خاطر خودبینی و غرور، فرّۀ ایزدی را از دست می‌دهد و به‌دست ضحاک کشته می‌شود. او بر اساس کتاب وندیداد نخستین کسی است که حکمت اشراقی را فرا گرفت و توانست نظام معرفتی ایران را پایه‌گذاری کند.

## دراوستا
جمشید در اوستا همان یِمه (به انگلیسی:Yima) پسر ویوَهوَنت ویوَنگهَنت (ویونگهان) است که با یَمه پسر ویوَسوَنت اساطیر هندی مطابقت دارد. بنا بر آوانویسی آندریاس ابن نام‌ها به‌گونه Yomo پسر Vihvohvont. خوانده می‌شود.
نام او در اوستا به‌گونهٔ «ییمَ» (یمه) آمده است. واژهٔ جمشید از دو بهره ساخته شده است: «جم» و «شید»؛ «جم» در اوستایی برابر با همزاد و «شید» به معنای نور است.
در فرهنگ واژه‌های اوستا در پی نام جمشید چنین آمده است:
«جمشید: دوران تابندگی و درخشش زندگی آریاییان. زمان جمشید زمانی بود که در آن مردمان به زدن خشت و ساختن ایوان و گرمابه و شهر، جام‌ها و آوندهای سفالین، رشتن و بافتن ابریشم و کتان و پنبه، برآوردن گوهرها از دل سنگ، ساختن کشتی و بو و عطر و می و… دست یافتند.
و چون خوش‌گذرانی در آن دوران به نهایت رسید با ستم بابلیان (ضحاک) روزگار خوش آریایی‌ها درنوردیده گشت و جمشید یا کشور آریایی به دست اژی‌دهاک به دو نیمه شد و ضحاکیان (بابلیان) هزار سال بر ایران‌زمین با ستم و سوختن و کشتن فرمانروایی کردند».
بر پایه‌گزارش اوستا، زاده شدن جمشید، پاداشی بود که اهورامزدا در پی آماده ساختن نوشابهٔ هَوم برای نخستین بار به‌دست ویونگهان، پدر جمشید، به او داد. در اوستا هات ۹، چنین می‌خوانیم:
(۳)
«زرتشت بدو گفت: درود بر هَومِ! ای هَومِ! کدامین کس، نخستین بار در میان مردمان جهان استومند، از تو نوشاب برگرفت؟ کدام پاداش بدو داده شد و کدام بهروزی بدو رسید؟»
(۴)
«آنگاه هَومِ اَشَوَن دوردارندهٔ مرگ، مرا پاسخ گفت:
نخستین بار در میان مردمان جهان استومند، «ویونگهان» از من نوشاب برگرفت و این پاداش بدو داده شد و این بهروزی بدو رسید که او را پسری زاده شد: «جمشید» خوب رمه، آن فرهمندترین مردمان، آن هورچهر، آن که به شهریاری خویش جانوران و مردمان را بی‌مرگ و آب‌ها و گیاهان را نخشکیدنی و خوراک‌ها را نکاستنی کرد».
(۵)
«به شهریاری جم دلیر، نه سرما بود، نه گرما، نه پیری بود، نه مرگ و نه رشک دیو آفریده. پدر و پسر، هر یک [به چشم دیگری] پانزده ساله می‌نمود. [چنین بود] به هنگامی که جم خوب رمه پسر ویونگهان شهریاری می‌کرد».
گزارش اوستا در آبان یشت، کردهٔ هفتم، از چگونگی خواستار شدن جمشید پادشاهی را از اردویسور آناهیتا و دست یابی او به پادشاهی، چنین است:
(۲۵)
جمشید خوب رمه در پای کوه هُکَر، صد اسب و هزار گاو و ده‌هزار گوسفند او را پیشکش آورد.
(۲۶)
و از وی خواستار شد:
ای اَرِدویسوَر اَناهیتا! ای نیک! ای تواناترین! مرا این کامیابی ارزانی دار که من بزرگ‌ترین شهریار همهی کشورها شوم؛ که بر همهی دیوان و مردمان [دُروَند] و جادوان و پریان و «کَوی» ها و «کَرَپ» های ستمکار چیرگی یابم؛ که من دیوان را از دارایی و سود - هر دو - و از فراوانی و رمه - هر دو - و از خشنودی و سرافرازی - هر دو - بی‌بهره کنم.
(۲۷)
اَرِدویسوَر اَناهیتا - که همیشه خواستار زَور نیازکننده و به آیین پیشکش آورنده را کامروا کند - او را کامیابی بخشید.
پادشاهی جمشید دورانی بوده که در آن نه سرما و نه گرما ی بسیار بوده و جهان از مرگِ دیو آفریده پاک بوده است.
در اوستا جمشید با دو پاژنام هووتور و سریره آمده است که هووتور برابر با دارندهٔ گله و رمهٔ خوب و سریره برابر با زیبا است.
در پایان کار و در پی یورش بابلیان (ضحاکیان) جمشید به دست ضحاک با ارّه به دو نیم شد. در اوستا واژهٔ ییمُو کِرِنت برابر است با: آنکه جمشید را به دو نیم کرد.
اسم همسر و معشوقهٔ جمشید شاه پریچهر بود.

## درشاهنامه
- حکیم ابوالقاسم فردوسی:

| چو خورشید تابان میان هوا  |  | نشسته بر او شاه فرمانروا     |
| جهان انجمن شد بر تخت او   |  | شگفتی فرو مانده از بخت او    |
| به جمشید بر گوهر افشاندند |  | مران روز را «روز نو» خواندند |

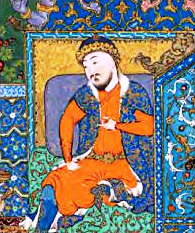
نگاره‌ای از جمشید در شاهنامهٔ تهماسبی

در شاهنامه جمشید فرزند تهمورث و شاهی فرهمند است که سرانجام در پی خودبینی، فرۀ ایزدی را از دست می‌دهد و به دست ضحاک کشته می‌شود.
پادشاهی جمشید در شاهنامه هفت صد سال است. کارهایی که انجام آن در شاهنامه به او نسبت داده شده است:
- ساختن ابزار جنگ: بر پایهٔ گزارش شاهنامه، نخستین کاری که جمشید پیش گرفت ساختن ابزار جنگ بود تا خود را بدان‌ها نیرو بخشد و راه را بر بدی ببندد. آهن را نرم کرد و از آن خود و زره و جوشن و خفتان و برگستوان ساخت.
- پوشش مردمان: سپس به پوشش مردمان گرایید و از کتان و ابریشم و پشم جامه ساخت و رشتن و بافتن و دوختن و شستن را به مردمان آموخت.
- بخش کردن مردمان به چهار گروه: پس از آن پیشه‌های مردمان را سامان داد و پیشه وران را گرد هم آورد. آنان را به چهار گروه بزرگ بخش نمود: مردمان دین که کارشان پرستش بود و ایشان را در کوه‌ها جای داد. دو دیگر جنگاوران، سه دیگر برزگران و دیگر کارگران و دست ورزان.
- ساختمان‌سازی و خشت‌زنی: دیوان که در فرمانش بودند را گفت تا خاک و آب را به هم آمیختند و گل ساختند و آن را در قالب ریختند و خشت زدند. پس سنگ و گچ را به کار برد و خانه و گرمابه و کاخ و ایوان بر پا کرد.
- برآوردن گوهر: چون این کارها کرده شد و نیازهای نخستین مردمان برآمد، جمشید در فکر آراستن زندگی مردمان درآمد. سینهٔ سنگ را شکافت و از آن گوهرهای گوناگونی چون یاقوت و بیجاده و فلزات گران بها چون زر و سیم بیرون آورد تا زیور زندگی و مایه خوشدلی مردمان باشد.
- برآوردن بوهای خوش: آن گاه در پی بوهای خوش برآمد بر گلاب و عود و عنبر و مشک و کافور دست یافت.
- ساختن کشتی و دریانوردی: پس در اندیشهٔ گشت و سفر افتاد و دست به ساختن کشتی برد و بر آبها دست یافت و سرزمین‌های ناشناخته را یافت.

از سرود معروف ریگ ودا، دهم، ۱۰، که مکالمه‌ای میان یَمَه و یَمی است، می‌توان استنباط کرد که هندیان با افسانه‌ای آشنا بوده‌اند که بنا بر آن یَمَه و خواهر توأمانش یَمی نخستین زوج بشر و پدر و مادر همهٔ آدمیان به‌شمار می‌آمده‌اند، و از زمان وداها چون این افسانه را مخالف تصورات اخلاقی می‌پنداشتند، آن را طرد کرده‌اند.

### وَرِ جمشید
بنا بر گزارش اوستا، جمشید پادشاهی بود که آریاییان را پس از یخبندانی بزرگ از سرزمین‌های سرد به بیرود، به سوی ایرانویج (مرکز نژاد و تخمهٔ آریا) رهنمون شد.
چکیدهٔ این گزارش چنین است که:منبع:
«متن با گفتگوی زرتشت و اهورامزدا آغاز می‌شود؛ زرتشت می‌پرسد که پیش از او با چه کسی همپرسگی شده و دین به که فراز نموده شده؛ پاسخ این است که به جمِ نیک‌دیدارِ خوب‌رمه، ولی او نپذیرفته و اورمزد از او می‌خواهد که پس جهانِ مرا فراخ کن، پس جهانِ مرا ببالان، پس باش جهان مرا پرورنده و سالار و نگهبان، و او این‌بار می‌پذیرد.»
از این پناه گاه در اوستا با نام ورِ جم کرد یاد شده است. وَر در زبان اوستایی برابر با جای سر پوشیده، پناهگاه، غار است و کِرِتَ (کرد) برابر با فراهم کردن، پایه گذاشتن، ساختن است که ورجم کرد برابر می‌شود با پناهگاهی که جمشید ساخت.

## در منابع هندی
از آنجایی که جمشید یک اسطوره هندو-ایرانی است، در ریگ ودا نیز نام ذکر شده است:
1. توَشتَر ازدواج دخترش را تدارک می‌بیند. با شنیدن این خبر همهٔ مردم جمع می‌شوند. مادر یمه زن ویوَسوَنت بزرگ، پس از عروسی ناپدید شد.
2. [عروس] نامیرا را از چشم میرندگان پنهان کردند، و عروس دیگری را به همان شکل آماده کرده به ویوَسوَنت دادند؛ و اَشوین‌ها از او زاده شدند. وقتی این اتفاق افتاد، سَرَنُیو دو جفت فرزند توأمان به دنیا آورد. (یعنی اَشَویَن‌ها و جفت یَمَه و یَمی)

ویوَسوَنت -پدر یمه- کسی است که برای آدمیان آتش را تهیه کرد؛ وی به وسیلهٔ پیک خود ماتَریشوَن، اَگنی را از جهان دیگر برای آنان فرستاد تا رابطهٔ نزدیکتری میان آدمیان و خدایان برقرار کند.
ماتَریشوَن، پیک ویوَسوَنت، از دور اَگنی ویشوانَرَه را همراه آورد.
مردمان [اَگنی] پیک تیزرو ویوَسوَنت را که بر همهٔ آدمیان فرمانروایی دارد، همچون فانوسی که در هر خانه‌ای به روشنی می‌درخشد، پذیرفتند.
من برای تو، ای اَگنی، دعاها را همچون روغن در دهان می‌ریزم؛ پس خود را از میان خدایان بنما، زیرا تو، ای پیک ویوَسوَنت، برجسته‌ترین کسی هستی که خوشبختی را به همراه می‌آورد.
اَگنی که او را اترون به وجود آورده، همهٔ دانش‌ها را می‌داند. او پیک ویوَسوَنت دوست یکدل یَمَه شده است.

## جشن نوروز
بدینسان جمشید با خردمندی به همهٔ هنرها دست یافت و بر همه کاری توانا شد و خود را در جهان یگانه یافت. آن گاه انگیزهٔ برتری و خود بینی در او بیدار شد و در اندیشهٔ پرواز در آسمان افتاد:
فرمان داد تا تختی گران‌بها برایش ساختند و گوهر بسیار بر آن نشاند و دیوان که بندهٔ او بودند تخت را از زمین برداشتند و بر آسمان برافراشتند. جمشید در آن چون خورشید تابان نشسته بود و این همه به فر ایزدی می‌کرد. جهانیان از شکوه و توانایی او خیره ماندند، گرد آمدند و بر بخت و شکوه او آفرین خواندند بر او گوهر افشاندند و آن روز را که نخستین روز از فروردین بود، نوروز خواندند.

## ریشه‌ها و تحول افسانۀ جمشید

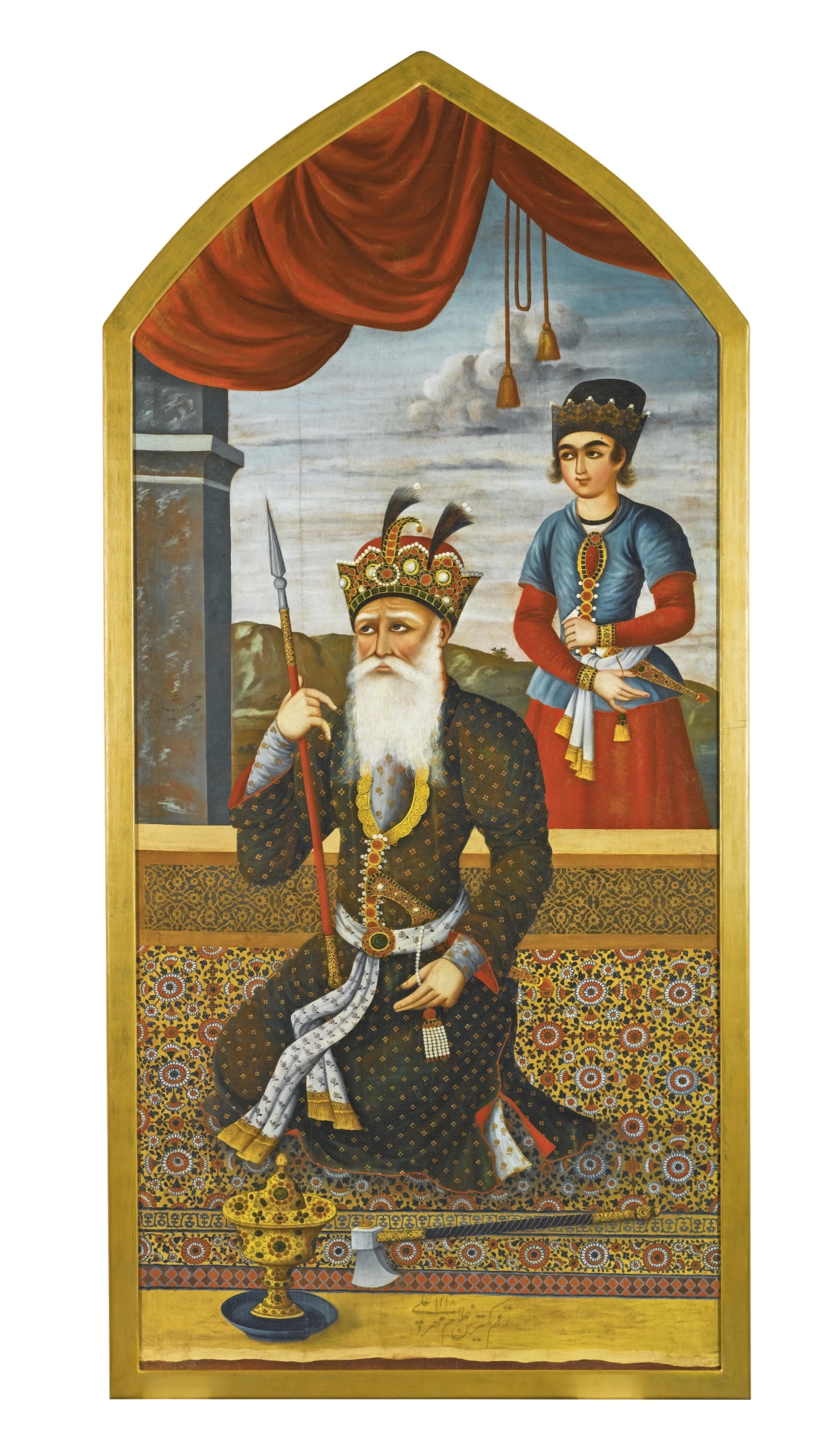
نگاره‌ای از جمشید اثر مهرعلی نقاش در ۱۸۰۳ م.

نخستین کسی که دربارهٔ افسانهٔ جم، از آغاز نشأت آن در دورهٔ هند و ایرانی تا زمان فردوسی به پژوهش پرداخته، روت است. او یَمه-یِمه و خواهرش را نخستین زوج بشر می‌داند که حاصل وصلت میان نور گنبد آسمانی (ویوَسوَنت) و ابر تاری که خبر از طوفان می‌دهد (سَرَنیُو) هستند. جمشید بنابر قدیمی‌ترین افسانهٔ مشترک آریایی‌ها، در نظر هندیان پدر و شاه فرزندان خود در جهان دیگر می‌گردد که در مرگ به دنبال او می‌روند، او سرور درگذشتگان است. از سوی دیگر ایرانیان، آن زمان آغازین را که در آن جمشید می‌زیست و آغاز شکل گرفتن زمین به صورت اقامتگاه دلپذیر جامعه بشری بود با خوبی‌ها و لذایذ متجلی می‌سازند، تصویری که معمولاً نیروی تخیل آن را در گذشته‌های دوردست جستجو می‌کند. ماکس مولر ویوسنت آسمان و سپیده دم را سرنیو و یمه را روز و خواهرش یمی را شب می‌داند. بنا به نظر اِهنی که بررسی او دربارهٔ جمشید می‌تواند نمونهٔ بدی از روش اسطوره شناسان باشد، جمشید خدای خورشید روز و شب است که نام یمه به معنای توأمان از آن جهت است، و خواهرش یمی که او نیز یکی از دو توأمان است، ماه رو به افزایش و ماه رو به کاهش است. آلفرد هیلبرانت می‌کوشد اثبات کند که یمه خدای ماه در دوران هندوایرانی بوده است. اشپیگل نیز جمشید را نخستین انسان می‌داند و تأیید می‌کند؛ سقوط جم افسانه‌ای است مربوط به دوره‌ای متأخرتر که شاید تحت تأثیر تفکرات سامی گسترش یافته باشد. دارمستتر نیز جم را قهرمانی افسانه‌ای می‌داند که در اصل نخستین انسان بوده است.
این تصور در مورد طبیعت یمه-یمه مورد تأیید لوسین شرمن هندشناس نیز قرار گرفته است. اُلدنبرگ در کتاب خود «دین ودا» مسیر فکر ایران شناسان را دنبال می‌کند. به‌طوری‌که یِمه-یَمه را یک قهرمان بشری نخستین دوران بشر می‌داند. ویوَسوَنت پدر یمه نخستین قربانی‌کننده و پدر بشر است؛ و بنا بر عقیدهٔ اُلدنبرگ در همین‌جا می‌توان طبیعت واقعی ویوَسوَنت را دید؛ دلایلی که بدان توسل جسته‌اند تا او را خدای نور به‌شمار آورند، به نظر او محکم نمی‌آید. اصل یمه و یمی از گندروَهٔ آبها و ایزدبانوی (naiade) آبها منشعب شده است.
در پسِ سنت ایرانی متأخرتر که جم را سومین یا چهارمین شاه (پس از هوشنگ و تهمورث یا پس از کیومرث، هوشنگ و تهمورث) می‌داند، در اوستا شکل ابتدایی تر از افسانه دیده می‌شود که بنابر آن، فرمانروایی جم به تنهایی نخستین هزارهٔ تاریخ بشر را دربرگرفته است.

## بارگاه یا تخت جمشید

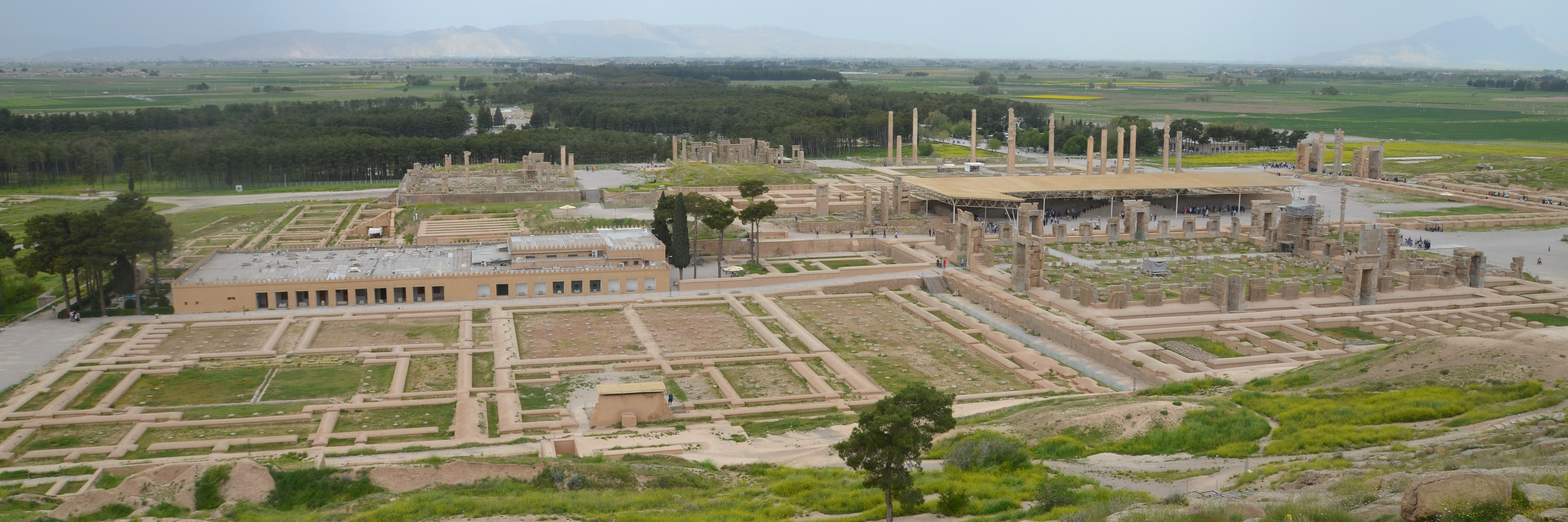
از دوران پس از اسلام تا سدهٔ نوزدهم، ایرانیان ارگ پارسه (که منسوب به داریوش بزرگ است) را منسوب به جمشید می‌پنداشتند

مطابق داستان‌ها جمشید بر تختی می‌نشست که دیوان و پریان آن را به آسمان‌ها می‌بردند و او با جامی که داشت جهان را نظاره می‌کرد. این تخت را ارگ جمشید می‌گفتند.

در شاهنامهٔ فردوسی آمده است: 
جمشید پادشاهی عادل و زیبارو بود که نوروز را بر پا داشت و هفتصد سال بر ایران پادشاهی کرد. اورنگ یا تخت شاهی او چنان بزرگ بود که دیوان به دوش می‌کشیدند.
اگر چه نام تخت جمشید در واقع «پارسَهْ» به معنای «شهر پارسیان» بوده است، ئلی صدها سال پس از حمله اسکندر و اعراب و در زمانی که یاد و خاطره پادشاهان هخامنشی فراموش شده بود، مردمی که از نزدیکی ویرانه‌های ارگ پارسه گذر می‌کردند، تصاویر کنده‌کاری شدهٔ تخت شاهی را می‌دیدند که روی دست مردم بلند شده است و از آنجا که نمی‌توانستند خط میخی کتیبه‌های حک شده روی سنگ‌ها را بخوانند، می‌پنداشتند که این همان اورنگ جمشید است که فردوسی در شاهنامۀ خود از آن یاد کرده است. به همین خاطر نام این مکان را تخت جمشید نهادند. بعدها که باستان‌شناسان توانستند خط میخی کتیبه را ترجمه کنند، دریافتند که نام نخستین آن پارسه بوده است.

## عجایب هفتگانهٔ جمشید

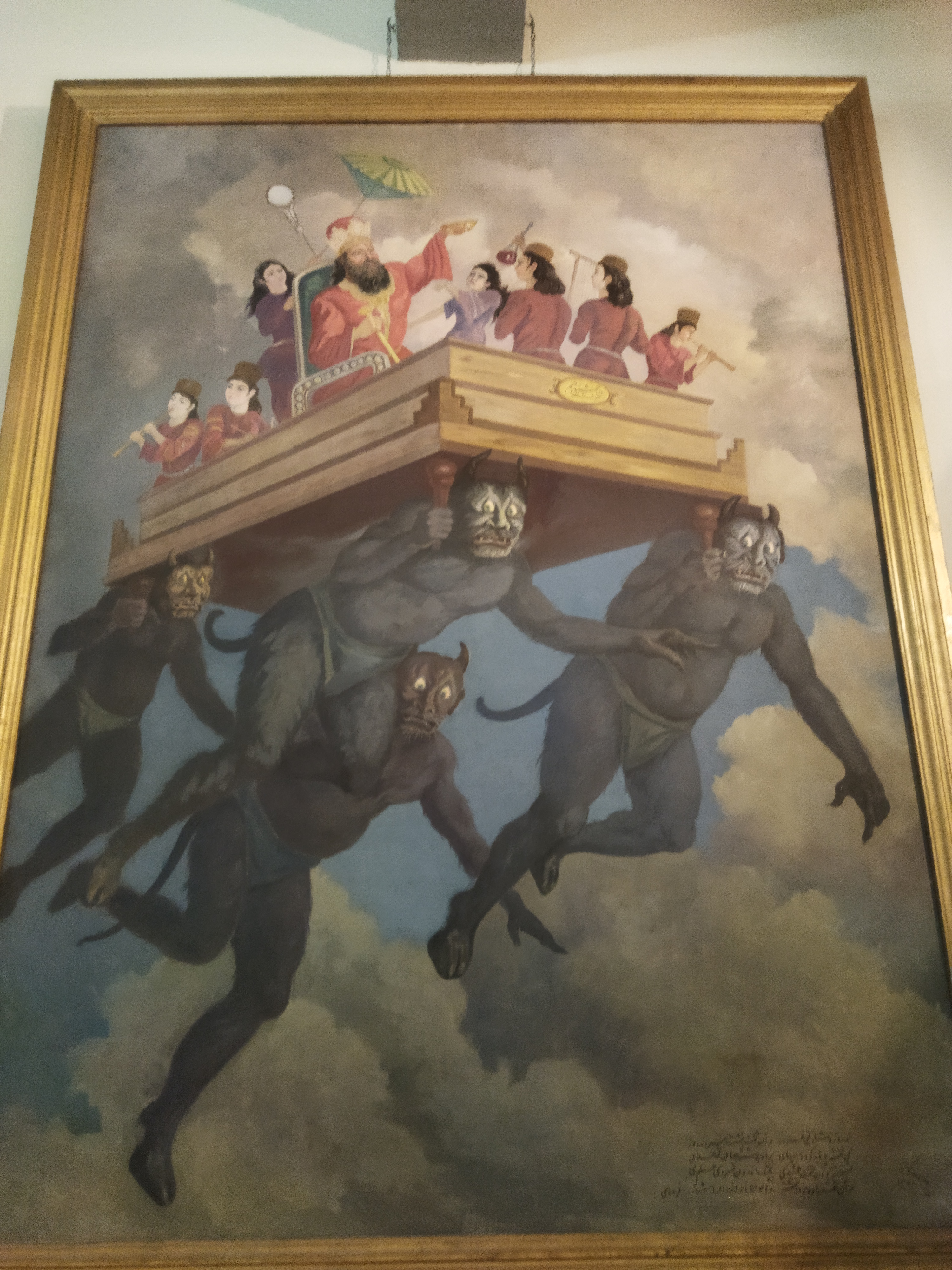
نگاره‌ای از تخت جمشید؛ موزهٔ فردوسی در مشهد

اساطیری دربارهٔ عجایب هفتگانه‌ای که جمشید آن‌ها را ساخته و اسکندر از میان برده بود، در میان پارسیان بسیار محبوبیت دارد. این افسانه به نثر و به نظم در چند نسخهٔ خطی کتابخانهٔ ملی پاریس نسخه‌های شمارهٔ ۴۷ و ۱۰۲۲ و به آوانویسی پازند، در نسخهٔ خطی شمارهٔ ۵۰، و بعد در M52.3,M12.2.7 و M55.1d.22 بسیار محبوبیت دارد.
عجایب هفتگانه عبارتند از:
1. چراغی که بی روغن همی سوخت.
2. مرغی… که از خورشید سایه نمی‌کرد.
3. بربطی… که دستهٔ لاجوردی و چهار تار [داشت]، چون باد بر او زدی، آواز همچون بربط آمدی، و گر کسی تپ لرزه داشتی، آواز بربط بشنودی، تپ لرزه بشد.
4. مگسان زرین که همی پریدند، اگر کسی زهره خورده بودی آواز پر مگسان بشنودی، زهر از او بشدی.
5. صراحی… که اندر مَیَزدی (میهمانی)، صد مرد بودی به نام هر مردی شرابی از هر رنگ اندر آن صراحی کردی.
6. رودی آب… و اندر میان آب طاقی و اندر طاق تختی و بر تخت تندیسه‌ای همچو مردی اَبَرسان داوری نشسته. اگر دو کس با یکدیگر همیمالی (دشمنی، اختلاف) داشتی، پیش تندیسه دعوی کردی، آن کس که دروغ گفتی زیر آب شدی، آن کس که راست گفتی، بر روی آب پیش داور شدی.
7. گنبدی نیمی ابیض و نیمی اسود تا اگر کسی از گیتی گذران شدی و شب سدیگر بام چهارم روان او بر گنبد پیدا آمدی، اگر بر نیمهٔ سپید بودی، بهشتی. اگر نیمهٔ سیاه بودی دروند (کافر، بی‌دین) بودی یعنی دوزخی.[۳۰]

## رفتن فره ایزدی از جمشید و تاختن ضحاک بر ایران‌زمین

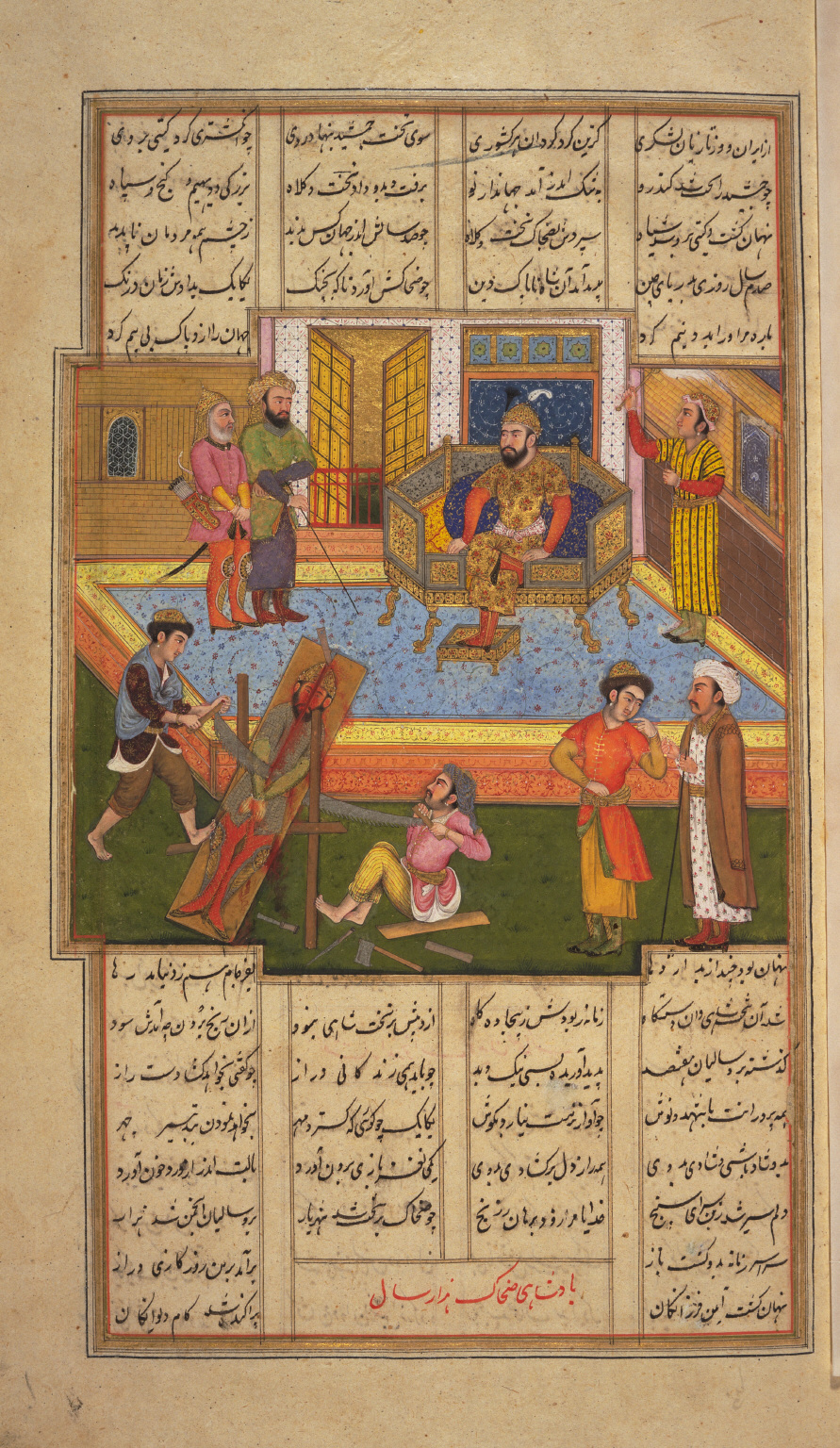
نگاره‌ای از شاهنامه: ضحاک دستور داد تا جمشید را با ارّه به دو نیم کنند

از آن پس جمشید به خودکامگی گرایید و فره ایزدی از او رخت بست و کار پادشاهی به نابسامانی رسید و ضحاکیان به ایران زمین تاختند. در یشت ۱۹ (بندهای۳۴–۳۸) با جزئیات بیشتری نقل می‌شود که چگونه خطای جم (دروغ) باعث شد که خورنَه را در سه نوبت از دست بدهد. خورنه تجلی ویژهٔ آتش است که بنا بر اعتقاد زرتشتیان، تاجدار قانونی قانونی را همراه می‌کند و از دست غاصب می‌گریزد، تا در دریای اساطیری وروکَشَه پنهان شود، همان گونه که اگر شاه قانونی به زندگی خلاف عدالت و قوانین ایزدی و اجتماعی بپردازد، فره از او جدا می‌گردد. فره در سه نوبت یا در سه قسمت از جم جدا شد، و هر بار فره یا بخش از فره به صورت پرندهٔ وارِغنَه گریخت. نخستین خورنه را ایزد مهر تیزگوشِ هزار هنر گرفت، دومی را ثرَیتَونَه مغلوب‌کنندهٔ دیو اَژی دهاکَه، سومی را کرَساسپَه، یکی دیگر از اژدهاکشان محبوب گرفت که در پایان جهان نقشی را بر عهده دارد: او تا پایان جهان در دشت اساطیری پیشانسی (بندهش، فصل ۲۹، بندهای ۷–۹) در خواب است، بعد بیدار می‌شود تا اَژی دهاکَه را که از بند خود در کوه دماوند گریخته است، در نبرد نهایی بکشد.
اسطورهٔ از دست رفتن سه بارهٔ «خورنَه» را مشکل می‌توان تفسیر کرد. وِسترگارد، همداستان با اندیشه‌های معمول زمان خود، آن را یک طبیعت‌گرایی نمادین به‌شمار می‌آورد. دارمستتر این دو توجیه را پیشنهاد می‌کند: یا سخن از سه فرهٔ متفاوت است؛ در این صورت منظور سه آتش جنگجویان (آذرگشنسب)، موبدان (آذرفرنبغ) و کشاورزان (آذر برزین‌مهر) است که دومی را میثرَه (مهر)، اولی را کرساسپَه (گرشاسپ) و سومی را ثرَیتَونَه (فریدون) برگرفت، یا اینکه سخن از سه حرکت از یک فرهٔ واحد است، و بنابراین، ترتیب میثرَه- ثرَیتَونَه- کرساسپَه را باید ترتیبی تاریخی و مبتنی بر گاهشماری دانست.
| بر او تیره شد فره ایزدی   |  | به کژی گرایید و نابخردی     |
| پدید آمد از هر سویی خسروی |  | یکی نامجویی ز هر پهلوی      |
| سپه کرده و جنگ را ساخته   |  | دل از مهر جمشید پرداخته     |
| .                         |  | ....                        |
| کی اژدهافَش بیامد چو باد   |  | به ایران زمین تاج برسر نهاد |

### گریختن جمشید از ضحاک
پس جمشید از ایران گریخت و تا صد سال کسی از او با خبر نبود تا گماشتگان ضحاک او را در دریای چین یافتند و به پیش ضحاک بردند و او جمشید را با ارّه به دو نیم کرد:
| صدم سال روزی به دریای چین   |  | پدید آمد آن شاه ناپاک‌دین  |
| چو ضحاکش آورد ناگه به چنگ   |  | یکایک ندادش زمانی درنگ    |
| به ارّه‌ش سراسر به دو نیم کرد |  | جهان را ازو پاک بی‌بیم کرد |

در پایان نخستین هزارهٔ تاریخ بشر جم به دست دیوان که خدمتگزاران اژی دهاکَه بودند گرفتار شد و با ارهٔ هزار دندانه‌ای دو نیم گردید، کسی که جم را بنا به فرمان ضحاک یا به همدستی او اره کرد، سپیتُیورَه، در پهلوی سپیتُور یا سپیتُیور بود که بنا بر بندهش برادر طهمورث و جم بود، در حالی که در یشت ۱۹، او بیشتر چون دیو یا غولی ظاهر می‌شود. در دادِستان دینیگ آمده است که جم مشمول بخشایش آفریدگار شد؛ اما این قطعه حاوی افسانه‌ای تعلیلی است که هدف آن توجیه اصل و منشأ کستی است و این جوانه‌ای فرعی بر شاخهٔ بارور افسانهٔ جم است.
پرسشی که ضحاک دربارهٔ اعضای انجمن کرده است و علت اندوهمندی مردمی که گرد هم آمده بودند [هَمباستَگ=عموم] بعد از به دو نیم شدن جَم و فرمانروایی ضحاک، و دربارهٔ پاسخی که مردمان به ضحاک دادند یعنی اینکه جم از جهان نیاز و تنگدستی، گرسنگی و تشنگی، پیری و مرگ، شیون و مویه، سرما و گرما را که ناشی از روش افراط کارانه در آمیزش دیوان با آدمیان بود، دور کرد؛ و این نیز [که در آنجا آمده است] که جم کسی بود که آسایش را فراهم می‌آورد-یعنی که او چیزهای مطبوع برای مردمان فراهم می‌کرد- و او کسی بود که آرزوها را برآورده می‌کرد، به‌طوری‌که نیکبختی او مبتنی بر این بود که نسبت بدو حق‌شناس بودند-یعنی آدمیان او را برای درستکاریش بزرگ می‌داشتند.
تاریخ طبری (ترجمهٔ ابوعلی بلعمی) در مجلّد مربوط به ایرانیان، بر این نظر است که مردی از مشرق به نام «بیوراسب» او را بکشت، و پس از جمشید تا پیش از طوفان، بیوراسب پادشاه شد، و هزار سال پس از طوفان که هیچ ملِک در این نواحی نبود، ضحاک از نسل حام -جدّ مهراب و سیندخت شاهنامه- بر سلالهٔ یافث که عوام ایرانیان بودند حکومت یافت.

## جمشید در منابع

### نوشته‌هایپهلوی
از جمشید در نوشته‌های فارسی میانه بسیار یاد شده است.

### فارس نامه
ابن بلخی در فارس‌نامه (ابن بلخی) تخت جمشید را ساختهٔ جمشید دانسته و می‌گوید:
هر کجا صورت جمشید به کنده گرد کنده‌اند، مردی بوده است قوی، کشیده ریش و نیکو روی و جعد موی و در بعضی جاها صورت او گرد است و چنان است که روی در آفتاب دارد.

### نوروز نامه
خیام در نوروز نامه پیدایش می‌را به دست یکی از نزدیکان جمشید به نام شاه شمیران دانسته است.

### نفایس الفنون فی عرایس العیون
در نفایس الفنون فی عرایس العیون نوشتهٔ محمد ابن آملی پیدایش می‌به دست جمشید دانسته شده است:
عضد الدوله از صاحب ابن عباد می‌پرسد اول کسی که شراب بیرون آورد که بود؟ او جواب داد که جمشید جمعی را بر آن داشت تا نباتات و درختان گوناگون را بکارند و ثمرات آن را تجربه نمایند. چون میوهٔ رز چشیدند در او عزتی هر چه تمام تر یافتند و چون خزان شد در میوهٔ رز استحاله‌ای پدید آمد. جمشید دستور داد تا آب آن را بگیرند و در خمره کنند. پس از اندک مدتی در خمره آن تغییر حاصل شد «و از اشتداد غلیان حلاوت او به مرارت پیدا شد». جمشید در آن خمره را مهر کرد و دستور داد که هیچ‌کس از آن ننوشد، زیرا می‌پنداشت که زهر است. جمشید را کنیزک زیبایی بود که مدت‌ها به درد شقیقه مبتلا گشته و هیچ‌یک از اطباء نتوانستند او را معالجه کنند. با خود گفت مصلحت من در آن است که قدری از آن زهر بیاشامم و از زحمت وجود راحت شوم. قدحی پر کرد و اندک اندک از آن آشامید. چون قدح تمام شد اهتزازی در او پدید آمد، قدحی دیگر بخورد، خواب بر او غلبه کرد. خوابید و یک شبانه‌روز در خواب بود. همه پنداشتند که کار او به آخر رسید. چون از خواب برخاست از درد شقیقه اثری نیافت. جمشید سبب خواب و زوال بیماری پرسید. کنیز حال بازگفت. جمشید جملهٔ حکما را گرد کرد و جشنی برپا نمود و خود قدحی بیاشامید و بفرمود تا به هر یک قدحی دادند. چون یکی دو دور بگردید، همه در اهتزاز درآمدند و نشاط می‌کردند و آن را شاه‌دارو نام نهادند و در آن راه مبالغه می‌نمودند و در خوردن افراط می‌کردند.
همچنین گویند که جمشید جامی داشت که آن را جام جهان‌نما می‌گفتند و در آن احوال ملک خویش می‌دید.
از جام جم یا جامِ جهان‌نما در ادبیات فارسی نشانه‌های بسیاری می‌توان یافت.

## جمشید و پرورش ماهی
جمشید نخستین انسانی است که به پرورش ماهی، در ماهی خانه، پرداخت.
| بپرداخت آب میانگاه خاک   |  | بپرورد ماهی در آن آب پاک    |
| ز جمشید ماند چنین یادگار |  | اگرچه برآمد بسی روزگار      |
| هنرور شده خاک ایران زمین |  | بشد زان سپس سوی ماچین و چین |

## لقب جمشید نزد پادشاهان ایرانی

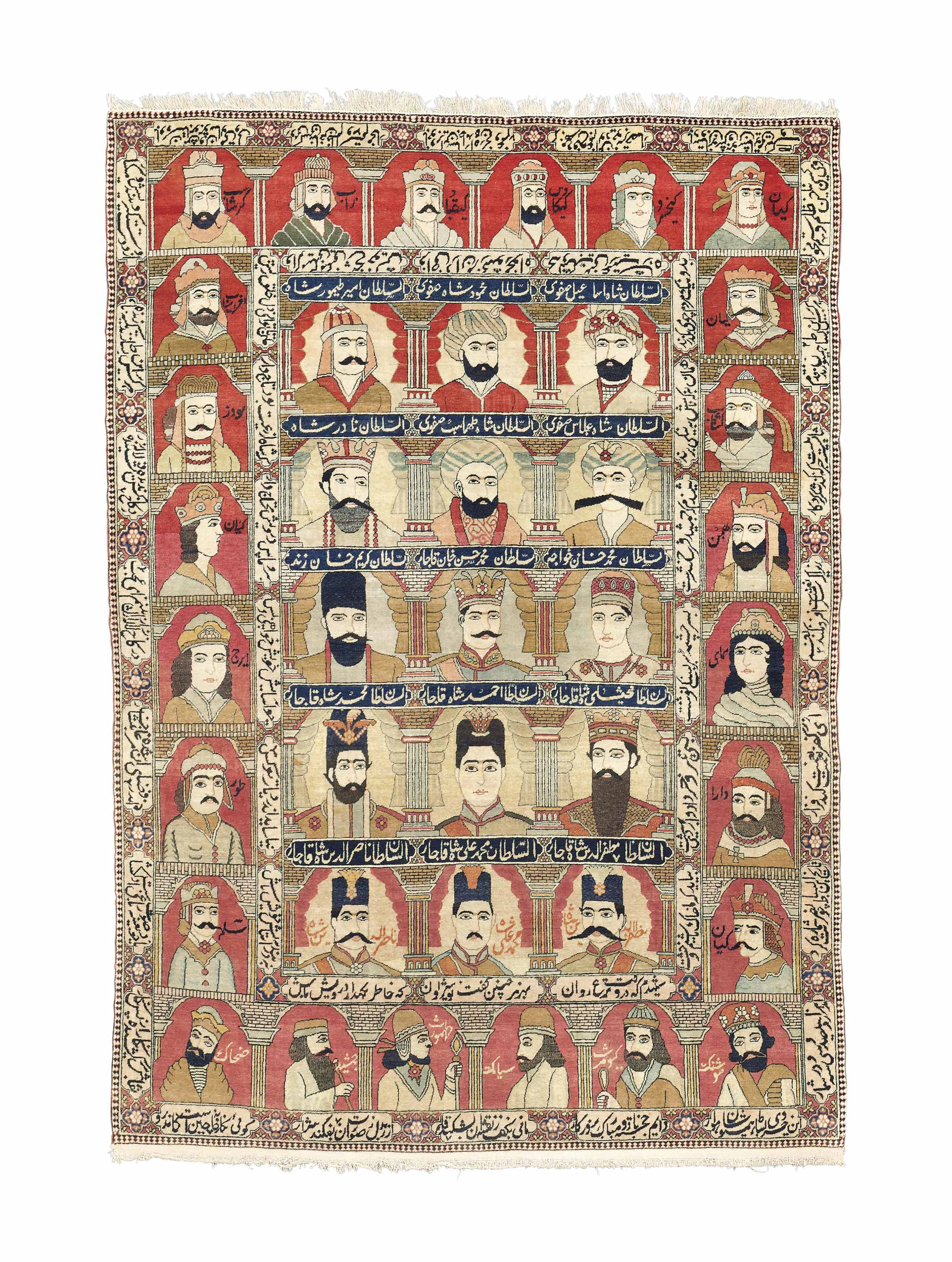
نگارهٔ جمشید (زیر نگارهٔ ناصرالدین‌شاه) در یک فرش کهن کاشانی از دورهٔ قاجاری که دور تا دور آن نقش پادشاهان اسطوره‌ای ایران قرار گرفته‌اند. در میانهٔ آن، نگارهٔ چند تن از شاهان ایران نوین جا داده شده است.

بسیاری از پادشاهان ایرانی حتی در دوره‌های پس از اسلام به خود لقب جم‌جاه، جمشید جاه و جم اقتدار می‌دادند. این القاب در میان شاهان دوره صفوی و دوره قاجار بیشتر رایج بود. حتی ناصر الدین شاه به تقلید از تخت بارگاه ارگ جمشید تخت مرمرین بسیار گران‌قیمتی ساخته بود که اکنون در کاخ گلستان میدان ارگ (میدان ۱۵ خرداد) تهران است.

## جمشید در ادبیات معاصر فارسی
در ادبیات معاصر ایرانی، برخلاف دوران ادبیات کلاسیک ایران که به کرات نام و سرگذشت جمشید موضوع اشعار شعرایی چون حافظ، مولوی و خیام قرار گرفته است، کمتر به این شخصیت پرداخته شده است. اما شاید محمد محمدعلی با رُمانِ جمشید و جمک در سالِ ۱۳۸۴ از معدود نویسندگانی باشد که به بازآفرینی اساطیر کهن ایرانی، به زبان رمان روی آورده است.*

## یادداشت
1. ↑  صورت‌های مؤنث (یَمی Yami، یَمگ (=جمگ)) در میان هندیان و ایرانیان، جدا از هم، تحول یافته است. در هجای اول مصوت i که در سنت ایرانی حفظ شده، احتمالاً ناشی از اشتباهی است: میان یَمَه و زَموس پهلوی ساسانی. صورت‌های ییمَ (Yima) و ییم (Yim) جایی ندارد. لازم به تذکر است که تبدیل مصوت a به i در کلمهٔ اوستایی به علت نیم مصوت y و طبق قواعد آواشناسی این زبان است و نه اشتباه. صورت پهلوی را هم باید جَم (Jam) خواند.